# Merchant Royal
De Merchant Royal, ook wel bekend als Royal Merchant, was een 17de-eeuws Engels koopvaardijschip dat verloren is gegaan op zee voor de kust van Land's End, Cornwall in ruw weer op 23 september 1641. 
De vracht bedroeg minstens 100.000 pond goud, 400 staven Mexicaans zilver en bijna 500.000 Spaanse matten en andere munten, waardoor het een van de meest waardevolle wrakken aller tijden is.
De Merchant Royal handelde drie jaar met de Spaanse koloniën in West-Indië 1634-1640. Engeland had vrede met Spanje op dit moment. De Merchant Royal en haar zusterschip, de Dover Merchant, legden aan in Cádiz op weg naar huis naar Londen. Na haar lange reis waren er ernstige lekken ontstaan aan het schip.
Toen een Spaans schip in Cádiz op hetzelfde moment in brand vloog, vlak voordat deze de lonen van 30.000 Spaanse soldaten die gelegerd waren in Vlaanderen zou betalen, zag kapitein Limbrey van de Merchant Royal zijn kans schoon om wat meer geld te verdienen voor zijn superieuren. Hij meldde zich vrijwillig aan om de schat uit het afgebrande schip te vervoeren naar Antwerpen op weg naar huis.
Na vertrokken te zijn uit Cádiz lekte de Merchant Royal nog steeds en toen de pompen in het schip het begaven verging zij nabij Land's End in ruw weer op 23 september 1641. Achttien mannen verdronken ter plekke. Kapitein Limbrey en 40 van zijn zeelui kwamen weg in boten en werden opgepikt door de Dover Merchant. 

## Zoektocht naar het wrak
Het bedrijf Odyssey Marine Exploration heeft geprobeerd om het wrak te lokaliseren, maar tot op heden zonder succes. In 2007 heeft het team van het Blak Swan Project bekendgemaakt de Merchant Royal te hebben gelokaliseerd naar het vinden van een grote schat ter waarde van ongeveer 500 miljoen Amerikaanse Dollars. Later bleek echter dat het schip niet de Merchant Royal was maar de in 1804 gezonken Nuestra Señora de las Mercedes.
Het team bleef zoeken naar het schip in 2009. Over deze zoektocht maakte Treasure Quest, een programma van Discovery Channel, een documentaire. De Merchant Royal werd niet gevonden. In 2019 werd een anker gevonden dat mogelijk van de Merchant Royal is. Het schip blijft echter spoorloos.